# Wola Niżna
Wola Niżna (dawniej Wola Jaśliska) – wieś w Polsce położona w województwie podkarpackim, w powiecie krośnieńskim, w gminie Jaśliska. Leży nad rzeką Jasiołką, przy DW897.
W latach 1975–1998 miejscowość administracyjnie należała do województwa krośnieńskiego.

## Historia
Wzmiankowana w 1454 w dokumencie lokacyjnym jako Iwanszówka (od imienia sołtysa - Iwansza Wołocha). Lokowana była pierwotnie na prawie niemieckim. Pod koniec XV w. występowała jako Wola Jaśliska. W 1537 wydzielono z niej Wolę Wyżną, osobną wieś nowolokowaną na prawie wołoskim. Wieś prawa wołoskiego w latach 1501–1550, położona w ziemi sanockiej województwa ruskiego. W 1542 biskup Stanisław Tarło przeniósł na prawo wołoskie również starą część wsi, która w XVII w. zaczęła się pojawiać już pod nazwą Wola Niżna. Należała do tzw. Państwa Jaśliskiego (lub klucza jaśliskiego), będącego dobrami biskupów przemyskich.
W 1898 wieś liczyła 539 osób oraz 88 domy, pow. wsi wynosiła 11,29 km². Do 1914 r. należała do starostwa sanockiego, powiat sądowy Rymanów. W okresie zaborów Polski we wsi była szkoła. Przeważała ludność rusińska.
W czasie I wojny światowej w latach 1914-1915 toczyły się na stokach Kamienia zacięte walki rosyjsko-austriackie. Po jednej i drugiej stronie walczyli Polacy. Ich prochy znajdują się w zbiorowych mogiłach na uroczysku Czernina.
W czasie II wojny światowej przebiegał tu szlak kurierski Jana Łożańskiego "Orła". W 1947 ludność łemkowska została wysiedlona. Pozostałe po wysiedleńcach gospodarstwa przejęli Polacy z sąsiednich miejscowości: Posady Jaśliskiej i Jaślisk.

## Zabytki
W centrum wsi, w pobliżu mostu na Jasiołce, znajduje się dawna murowana, otynkowana greckokatolicka cerkiew parafialna pw. św. Mikołaja z 1812. Wewnątrz zachował się ikonostas (zdekompletowany – część ikon w muzeum w Sanoku) oraz polichromia z 1905 - dzieło Michała Bogdańskiego ze znanej rodziny malarzy sakralnych z Jaślisk. Obecnie kościół filialny parafii św. Katarzyny Aleksandryjskiej w Jaśliskach.

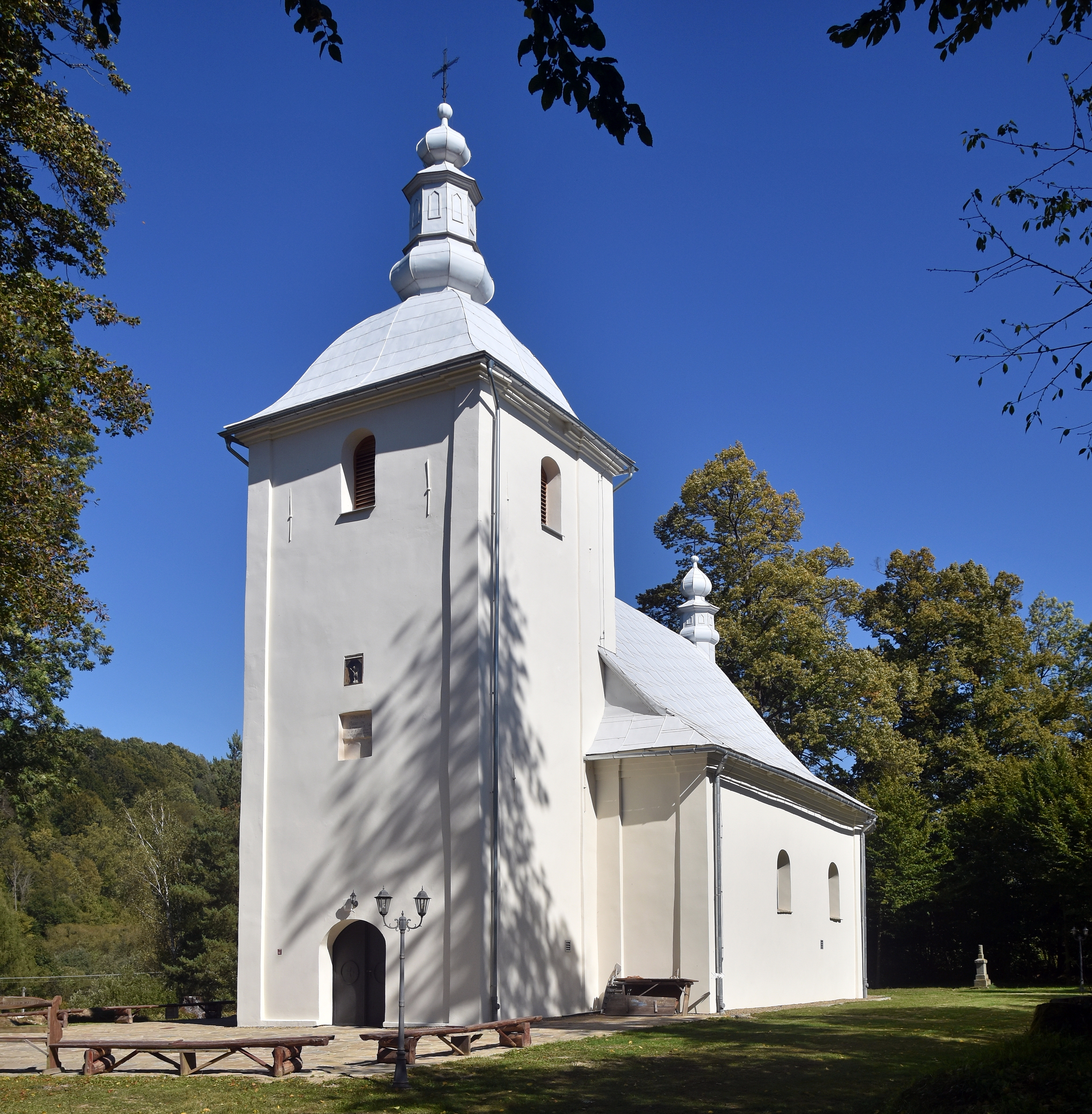
Cerkiew św. Mikołaja
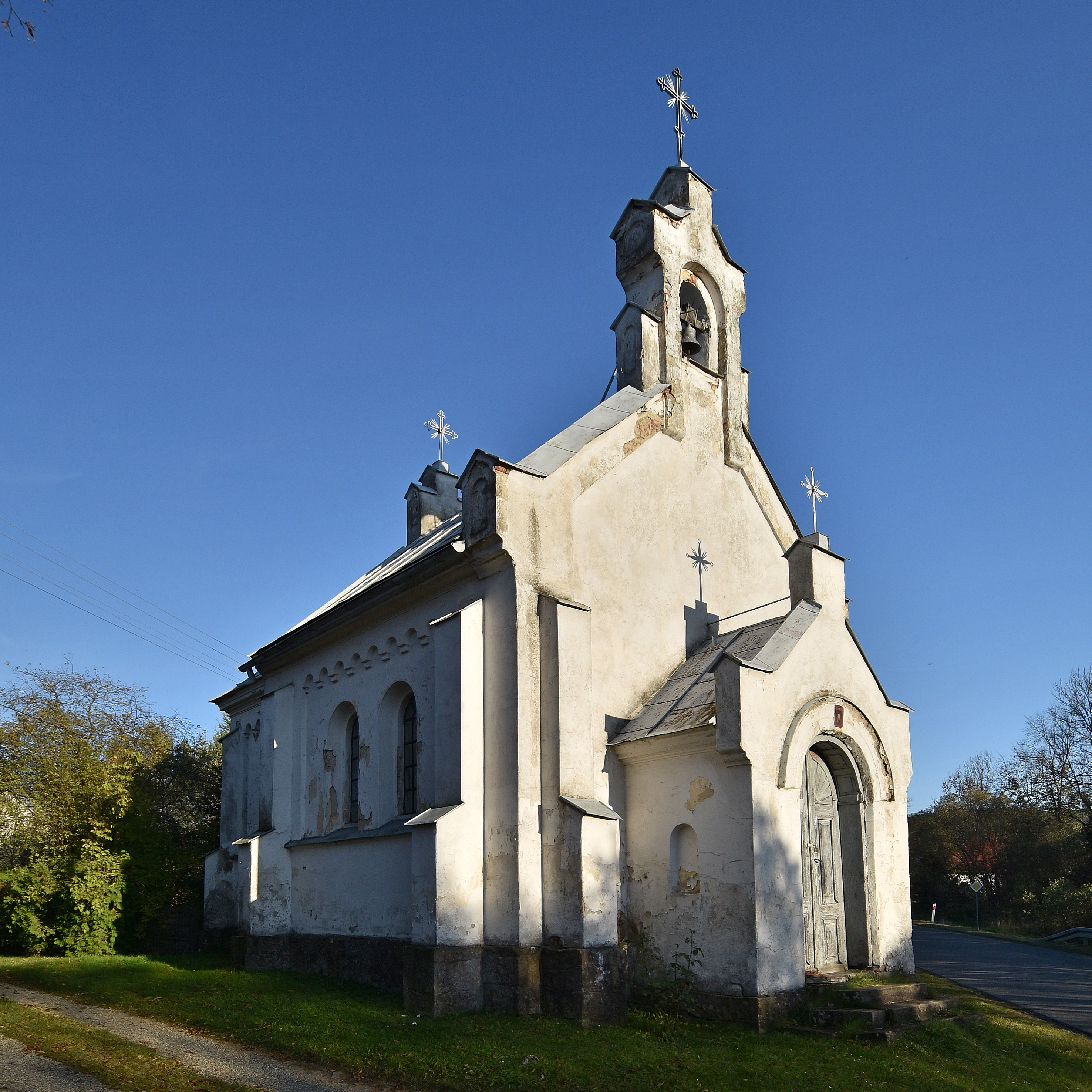
Kaplica
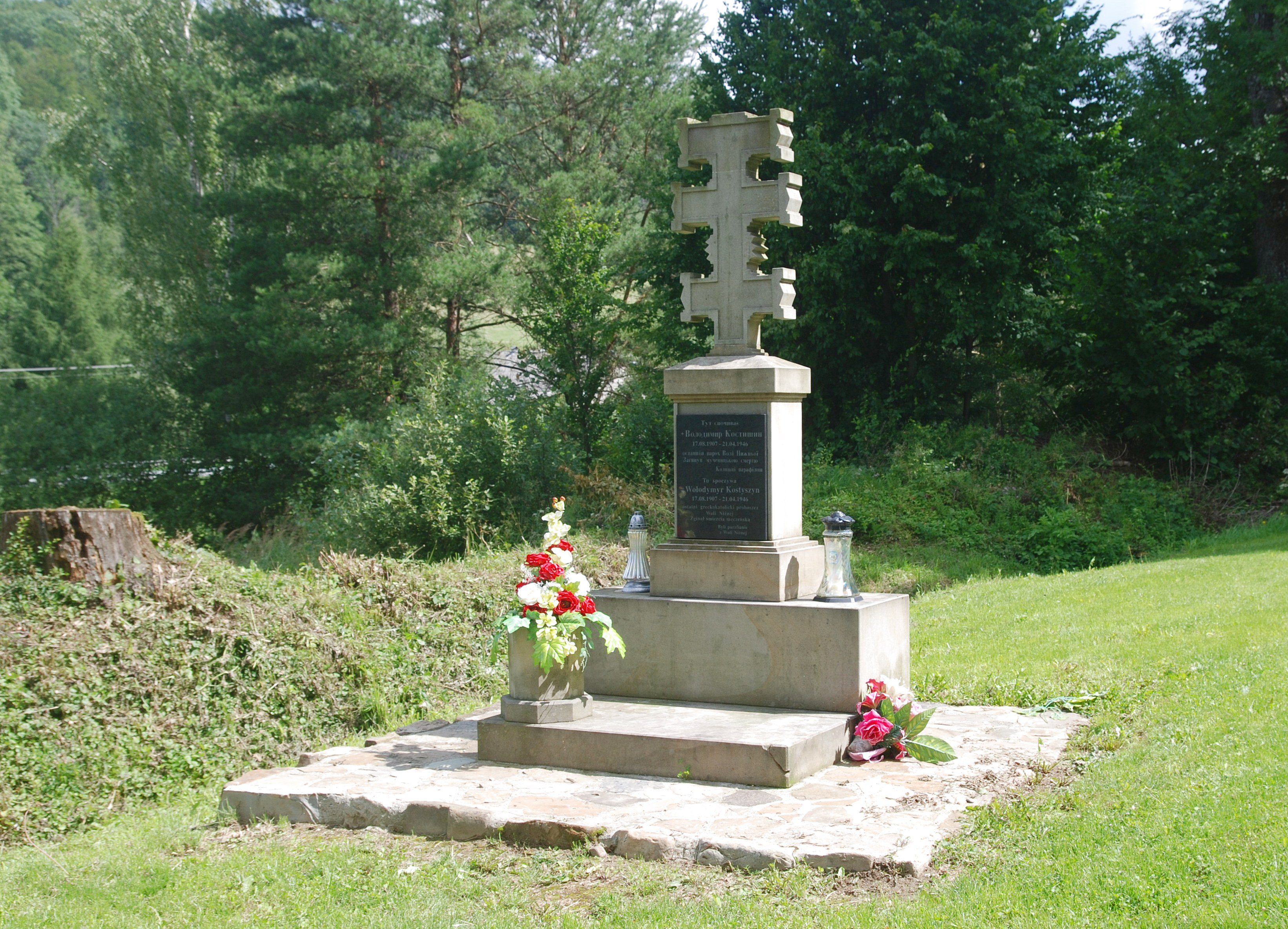
Otoczenie cerkwi